# San Gimignano
San Gimignano – miejscowość i gmina we Włoszech, w regionie Toskania, w prowincji Siena.
W 1990 roku historyczne centrum San Gimignano zostało wpisane na listę światowego dziedzictwa UNESCO.

## Położenie
San Gimignano leży w prowincji Siena w regionie Toskania, w dolinie rzeki Elsy, ok. 56 km od Florencji i 36 km od Sieny.

## Historia
Region San Gimignano zamieszkany był w czasach preromańskich, o czym świadczy obecność grobów etruskich. Według tradycji antycznej region zamieszkiwali zwolennicy Katyliny. Tradycja łączy region z działalnością Attyli, Totili i Dezyderiusza, lecz podania te nie przedstawiają prawdy historycznej .
Pierwotnie miasto nazywało się Silva, po czym zmieniło nazwę na San Gimignano na cześć biskupa Modeny – Geminiana z Modeny (zm. 397), który uchronił miasto przed barbarzyńcami .
Najwcześniejsza wzmianka o San Gimignano pochodzi z 929 roku. W średniowieczu miasto pozostawało niezależne . W przeciwieństwie do innych ważnych miast Toskanii, w San Gimignano nigdy nie rezydował biskup. Dominowały tu dwie potężne rodziny Ardinghelli i Salvucci .
Opodal miasta przebiegał szlak pielgrzymkowy i handlowy do Rzymu – Via Francigena. Wokół miasta uprawiano również krokus uprawny, z którego uzyskiwano szafran wysyłany do Pizy, Genui, Francji i Niderlandów. Przyczyniło się to do znacznego rozwoju gospodarczego miasta, które przeżywało rozkwit pod koniec średniowiecza. Zaraza w 1348 roku doprowadziła do upadku miasta . W 1352 roku miasto upadło finansowo i poddało się Florencji .
Tutaj w 1437 roku urodził się włoski humanista, dyplomata, poeta i historyk Kallimach (właśc. Filippo Buonaccorsi), wykładowca na Akademii Krakowskiej, nauczyciel synów króla Kazimierza Jagiellończyka i doradca króla.

## Zabytki
San Gimignano jest jednym z najlepiej zachowanych średniowiecznych włoskich miast .
Miasto, zwane „Manhattanem średniowiecza” , „Manhattanem Toskanii”  lub „miastem pięknych wież”, słynie z charakterystycznych, wysokich, czworokątnych wież case torre budowanych przez zamożnych mieszkańców w XIII–XV w., które pełniły funkcje obronne, ale także podkreślały znaczenie i zamożność właściciela . Z 72 wież zachowało się 14  . Większość wież zawaliła się z powodu niestabilnych fundamentów .
W 1990 roku zabytkowe centrum San Gimignano zostało wpisane na listę światowego dziedzictwa UNESCO .
W centrum znajdują się dwa place: Piazza della Cisterna (nazwa pochodzi od XII-wiecznej miejskiej cysterny) i Piazza del Duomo oraz liczne zabytki:
- kolegiata Santa Maria Assunta – trójnawowy kościół romański, konsekrowany w roku 1148, a w 1456 roku rozbudowany przez Giuliano da Maiano o transept i kilka bocznych kaplic. Wewnątrz znajdują się freski Sąd Ostateczny Taddea di Bartola(inne języki) z 1393 roku i Męczeństwo św. Sebastiana Benozza Gozzoli z 1465 roku.
- Palazzo nuovo del Podestà także Palazzo Comunale lub Palazzo del Popolo – pałac zbudowany w latach 1239–1337, położony naprzeciw kolegiaty, siedziba władz miasta od XIII w. Wewnątrz w sali Dantego (Sala di Dante) znajduje się fresk Maesta[9] namalowany w 1317 roku przez Lippo Memmi. Do pałacu przylega najwyższa, 51-metrowa wieża w mieście.
- kościół Sant'Agostino – zbudowany w latach 1280–1298 na północnym krańcu miasta; jego wnętrza zdobią freski Benozzo Gozzoliego (1420–1497/1498) przedstawiające sceny z życia patrona kościoła św. Augustyna[2] .
- Museo d'Arte Sacra – muzeum sztuki sakralnej eksponujące również rzeźby i obrazy z przełomu XIV i XV wieku. W tym samym budynku mieści się również Muzeum Sztuki Etrusków.

## Gospodarka
W okolicach miasta produkuje się białe wytrawne wino Vernaccia. Od XIII w. uprawia się tu również krokus uprawny, z którego uzyskuje się szafran.
Według danych na rok 2019 gminę zamieszkuje 7760 osób.

## Miasta partnerskie
- Meersburg